# NGC 1463
NGC 1463 is een spiraalvormig sterrenstelsel in het sterrenbeeld Net. Het hemelobject werd op 6 oktober 1834 ontdekt door de Britse astronoom John Herschel.

## Synoniemen
- PGC 13807
- ESO 117-9
- IRAS 03453-5957